# Acuminita
L'acuminita és un rar mineral d'estronci, alumini, fluor, oxigen i hidrogen. Químicament és un fluorur hidroxilat i hidratat, de fórmula química SrAlF₄(OH)·H₂O, incolor o blanc. La seva duresa 3,5 a l'escala de Mohs i té una densitat entre 3,295 i 3,305 g/cm³. Cristal·litza en el sistema monoclínic. El seu nom prové del llatí acuminis que fa referència a la forma de punta dels cristalls. Fou descobert a Ivigtut, Groenlàndia el 1987.
Segons la classificació de Nickel-Strunz, l'acuminita pertany a «03.CC - Halurs complexos. Soroaluminofluorurs» juntament amb els següents minerals: gearksutita, tikhonenkovita, artroeïta, calcjarlita, jarlita i jørgensenita.